# 야마우치정
야마우치정(일본어: 山内町)은 일본 사가현 기시마군의 옛 정이다. 